# Mala-Kosuta
Il monte Mala-Kosuta con 1.680 m s.l.m. è una montagna della catena montuosa del Gruppo della Košuta delle Caravanche Occidentali appartenente alle Alpi Giulie.
È situato al confine tra Austria e Slovenia rispettivamente nei comuni di Eisenkappel-Vellach e Tržič.